# Musique de Game of Thrones

Cette page représente la bande son de la série américaine Game of Thrones depuis 2011.

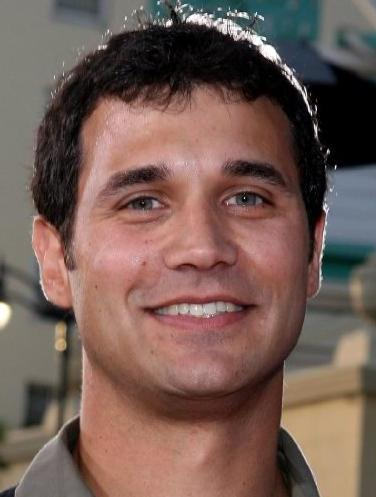
Ramin Djawadi, compositeur de la bande originale de la série

Les musiques originales de la série ont été composées par Ramin Djawadi, également compositeur de Person of Interest. Elles sont écrites en 10 semaines avant le pilote de la saison 1 de la série et publiées par Varèse Sarabande en juin 2011

## Autres
Saison 8 :

– Jenny of Oldstones - Florence and the Machine : musique enregistrée pour le générique de fin de l'épisode 2.